# Nardia scalaris
Nardia scalaris là một loài Rêu trong họ Jungermanniaceae. Loài này được (Schrad.) Gray mô tả khoa học đầu tiên năm 1821.

## Hình ảnh

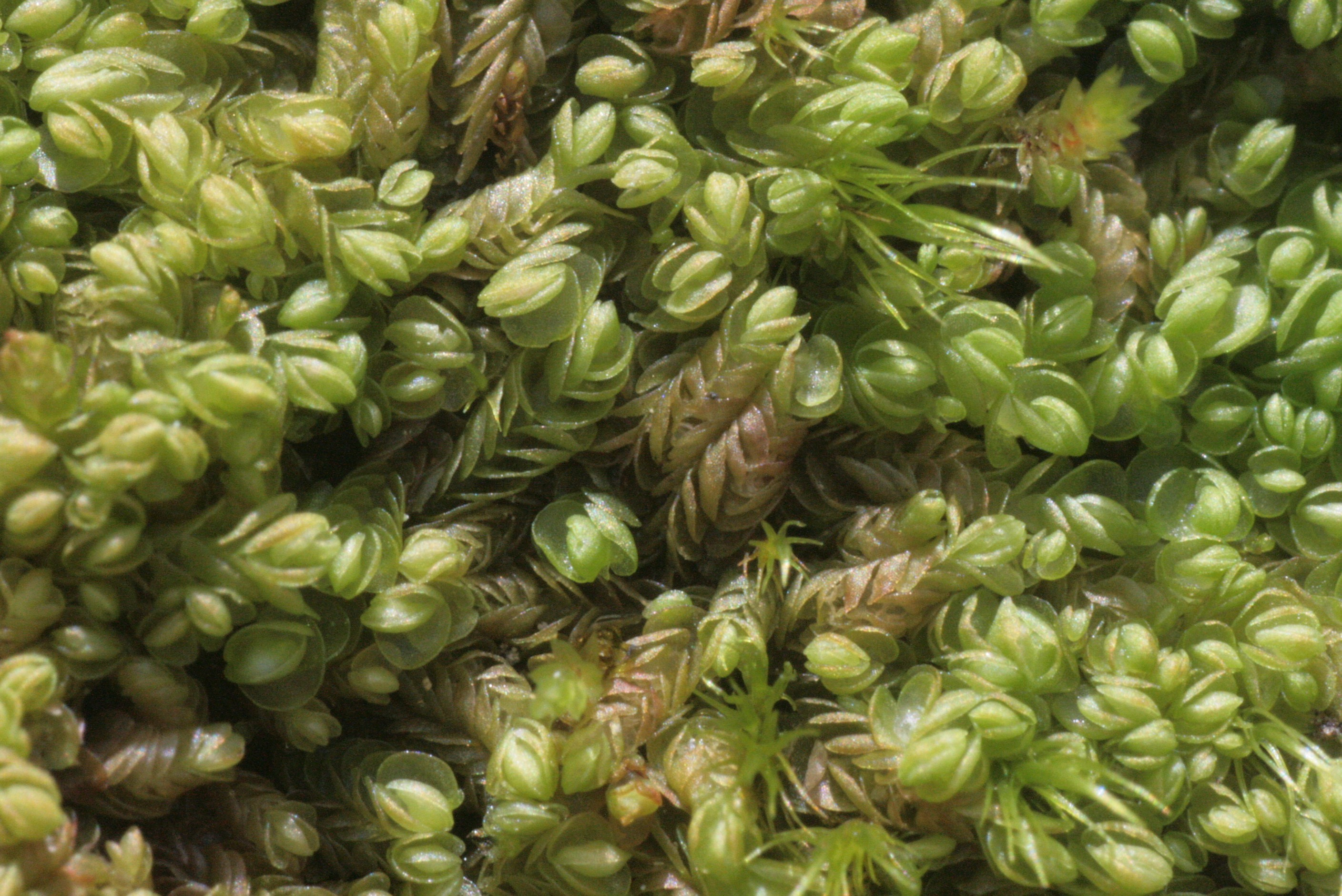
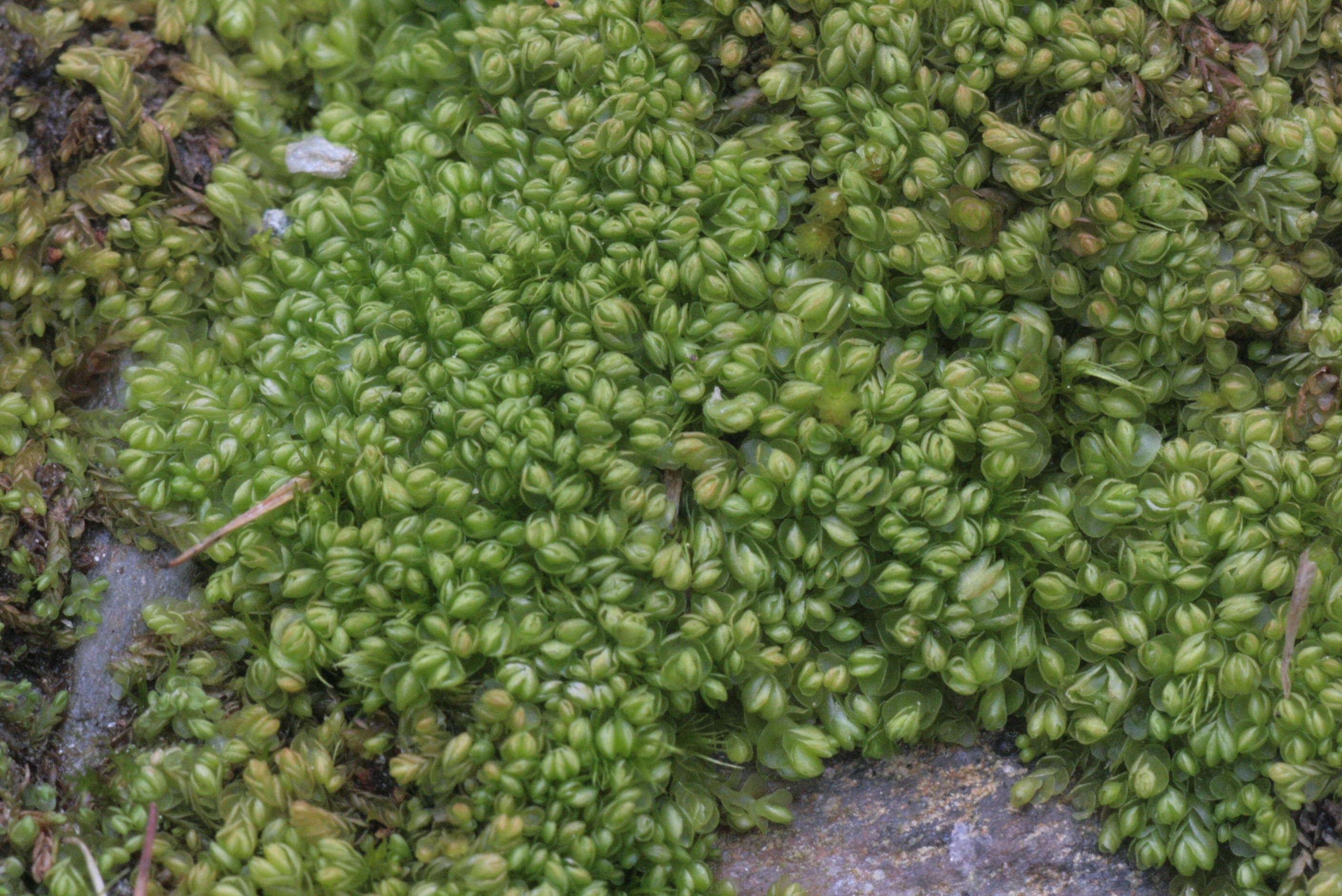
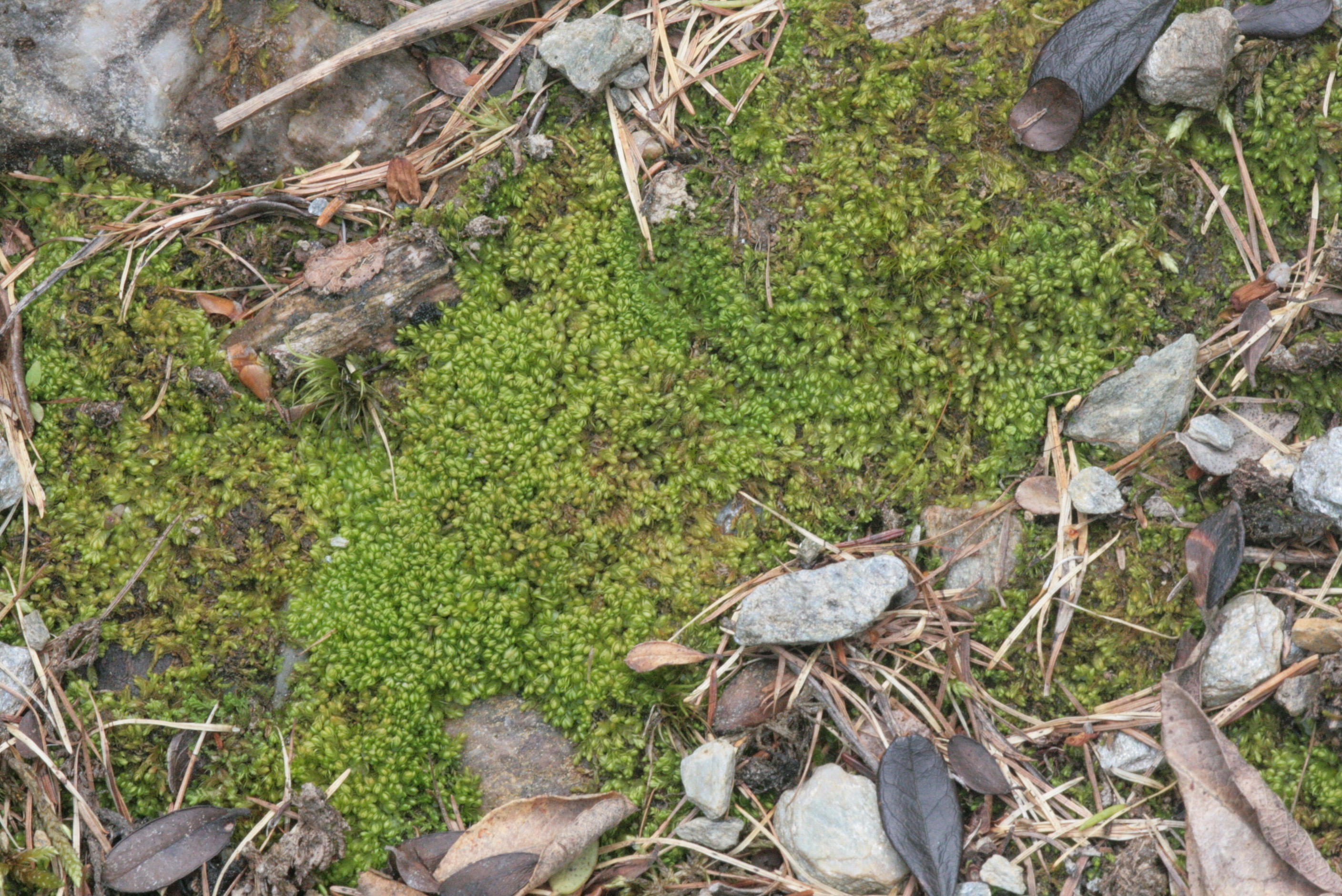
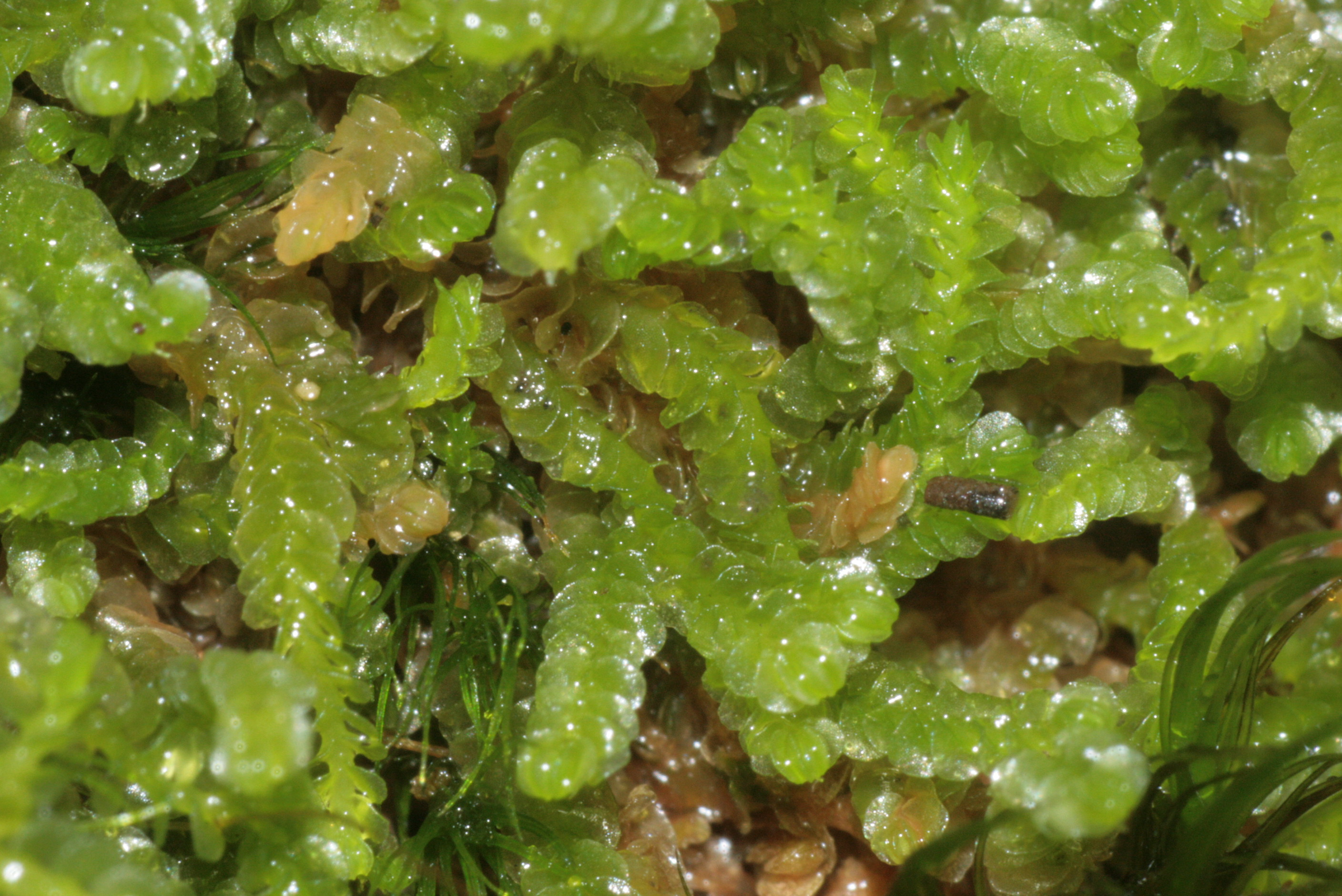